# Hanumana
Hanumana é uma cidade e uma nagar panchayat no distrito de Rewa, no estado indiano de Madhya Pradesh.

## Demografia
Segundo o censo de 2001, Hanumana tinha uma população de 14 873 habitantes. Os indivíduos do sexo masculino constituem 52% da população e os do sexo feminino 48%. Hanumana tem uma taxa de literacia de 53%, inferior à média nacional de 59,5%: a literacia no sexo masculino é de 64% e no sexo feminino é de 41%. Em Hanumana, 19% da população está abaixo dos 6 anos de idade.